# Пашупатінатх (храм)
Храм Пашупатінатх (неп. पशुपतिनाथ मन्दिर, Pashupatinath) — великий храмовий комплекс, розташований з обох берегів річки Баґматі в Катманду, столиці Непалу.
Храм є святилищем покровителя Непалу, бога Пашупаті (Шрі Пашупатінатха) — одного з аватарів Шиви, — та почитається як один з найсвятіших храмів серед всіх шайвістів. Вхід до внутрішніх приміщень та дворів храму дозволений лише індусам, решта відвідувачів може лише дивитися на церемонії з протилежного берегу річки.
Разом з іншими храмами Долини Катманду, Пашупатінатх входить до списку Світової спадщини ЮНЕСКО.

Пашупатінатх (храм)
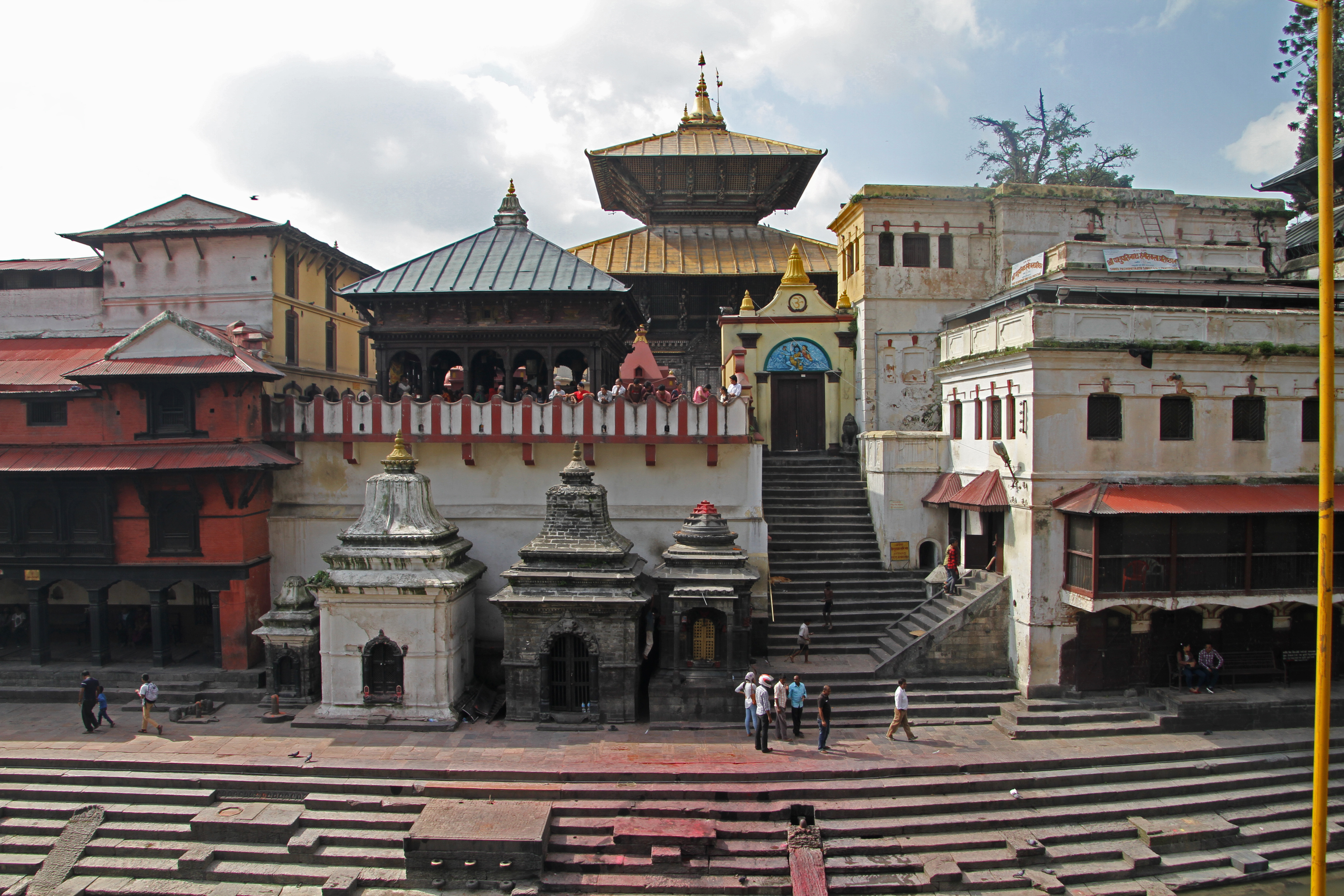
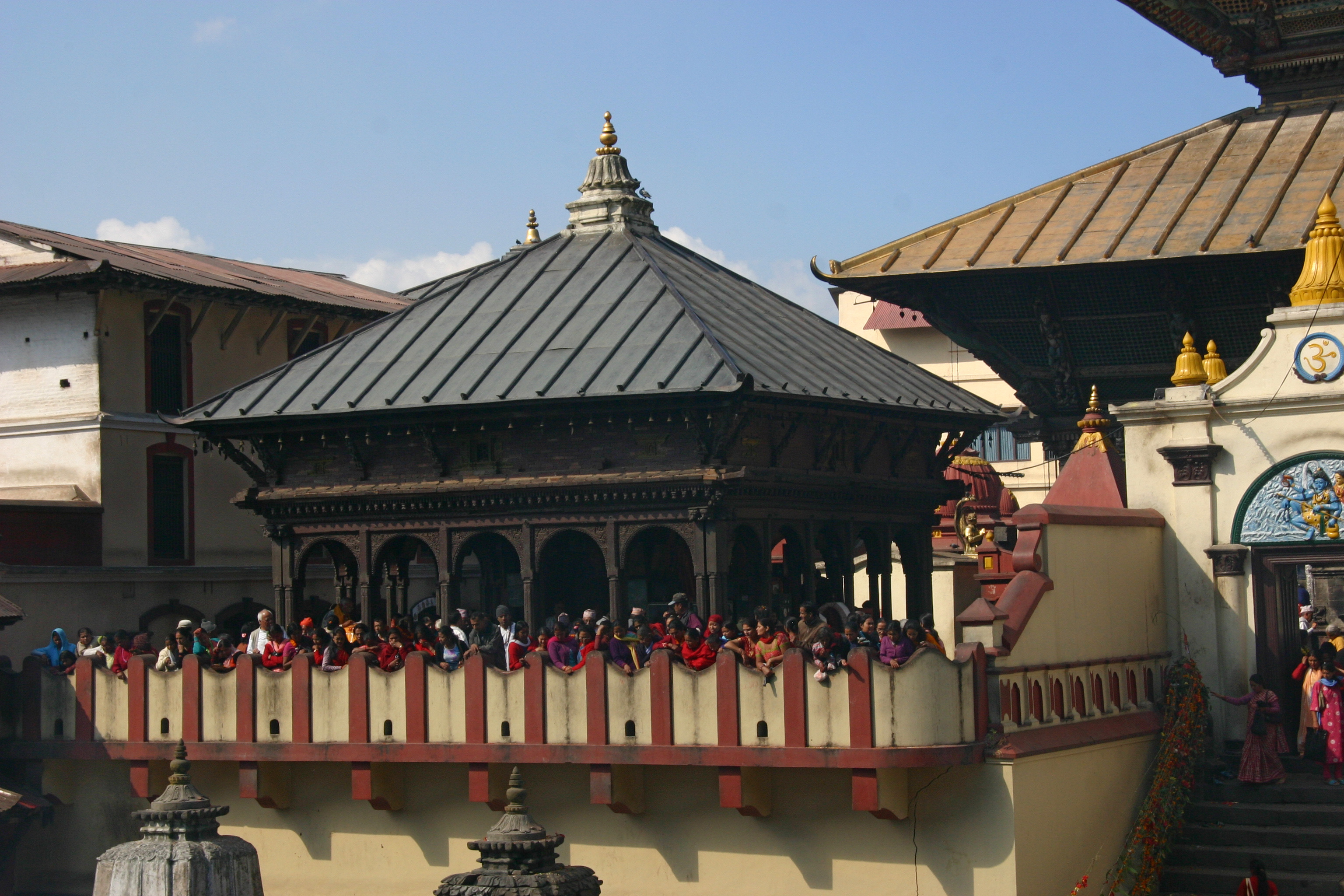
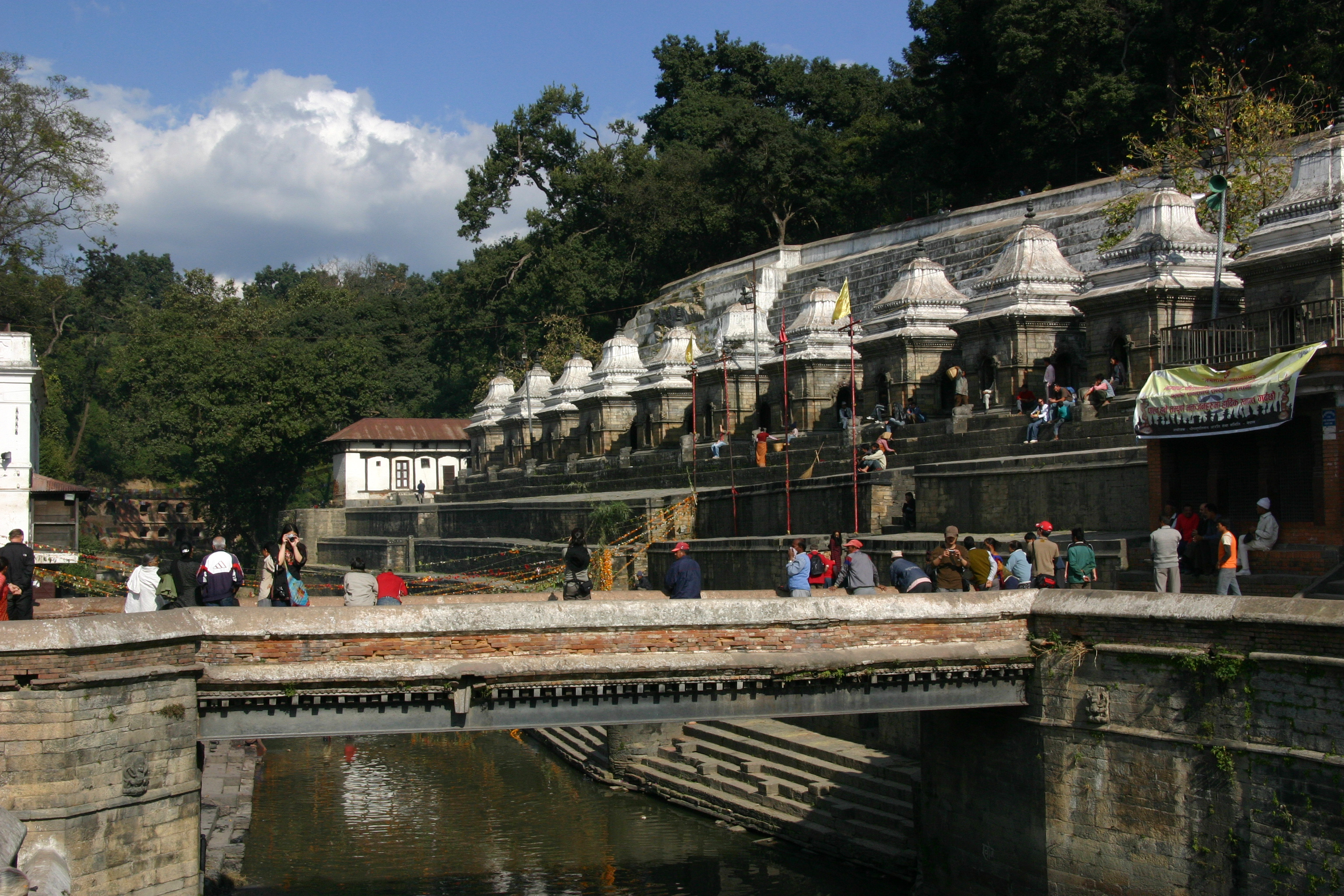
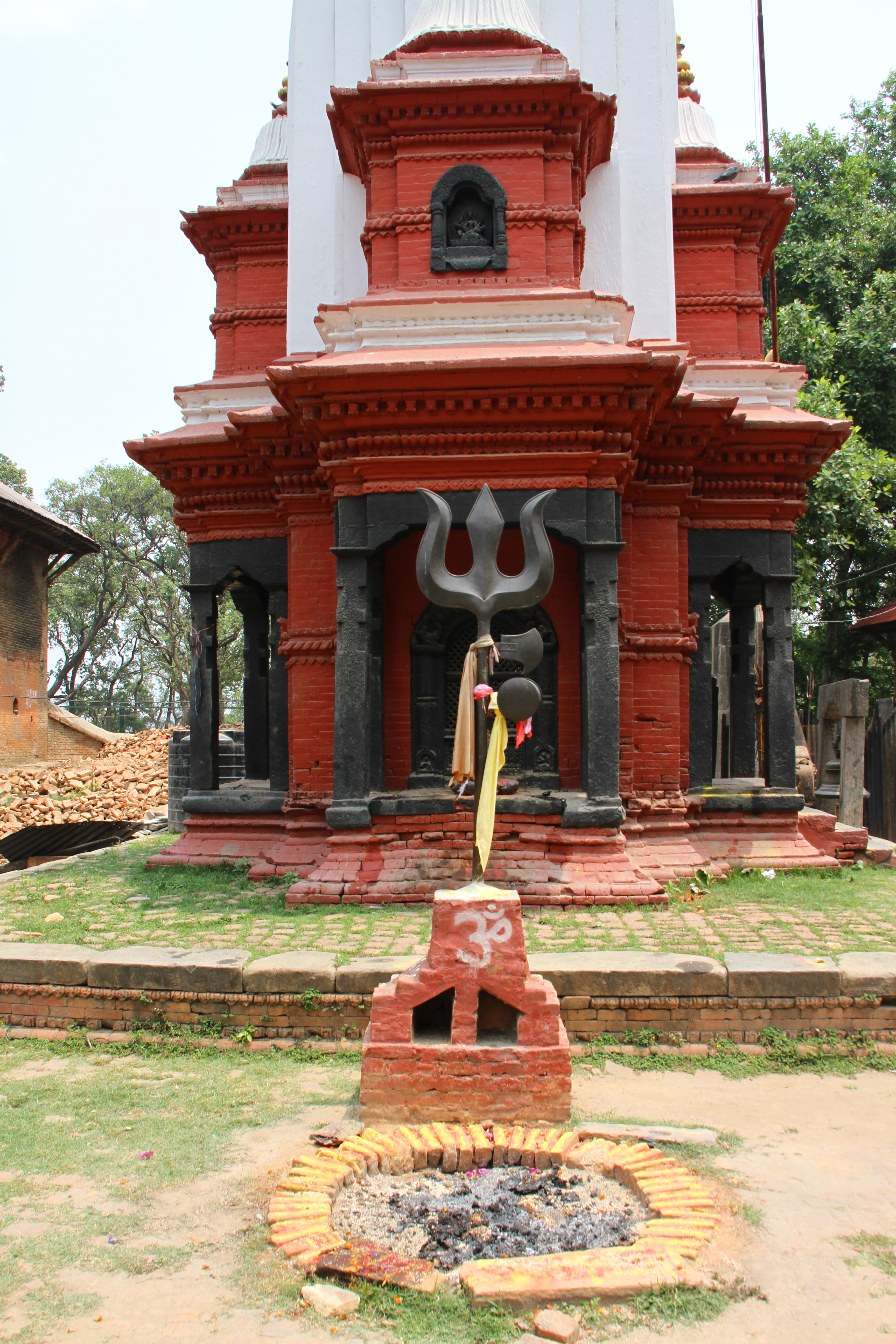
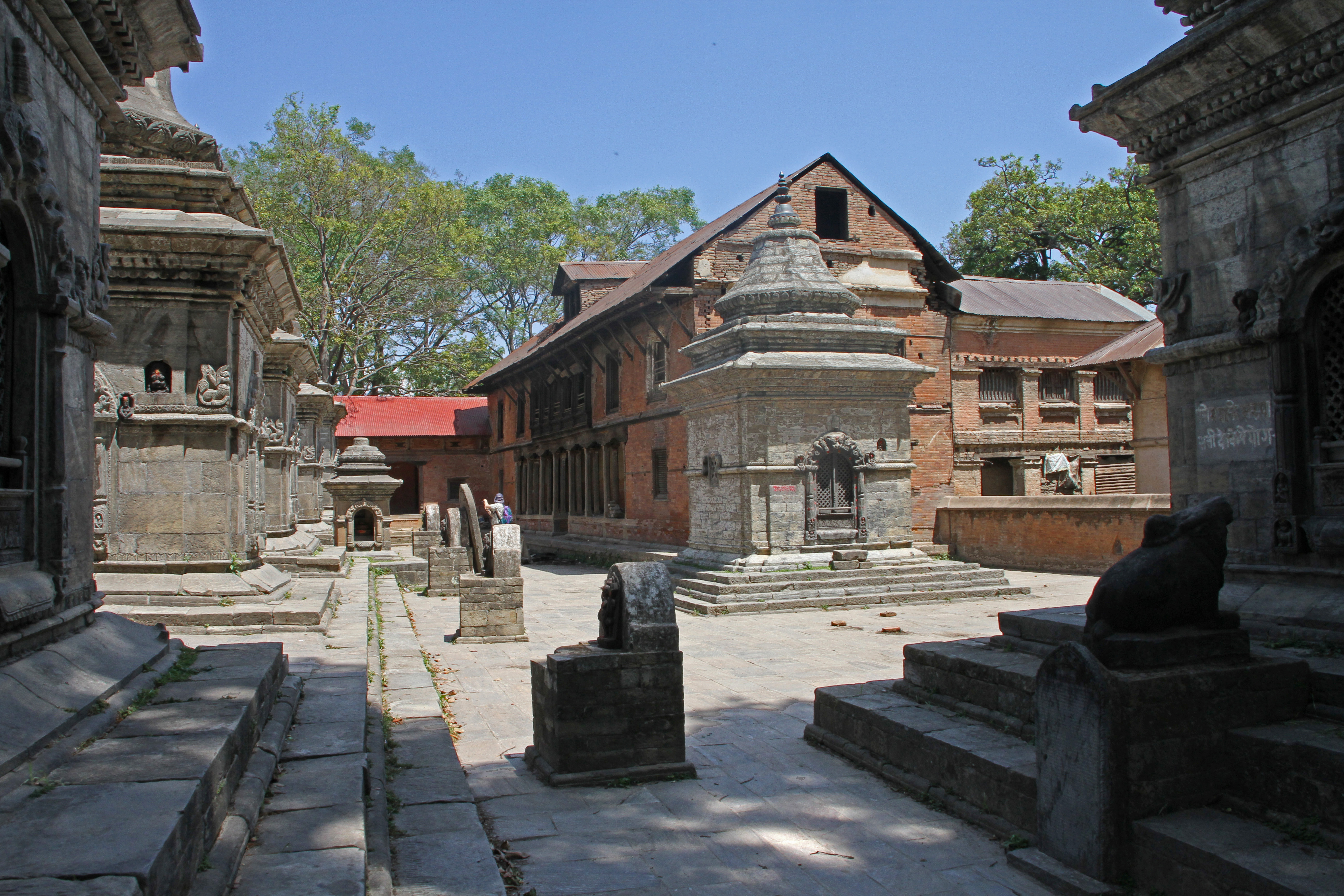
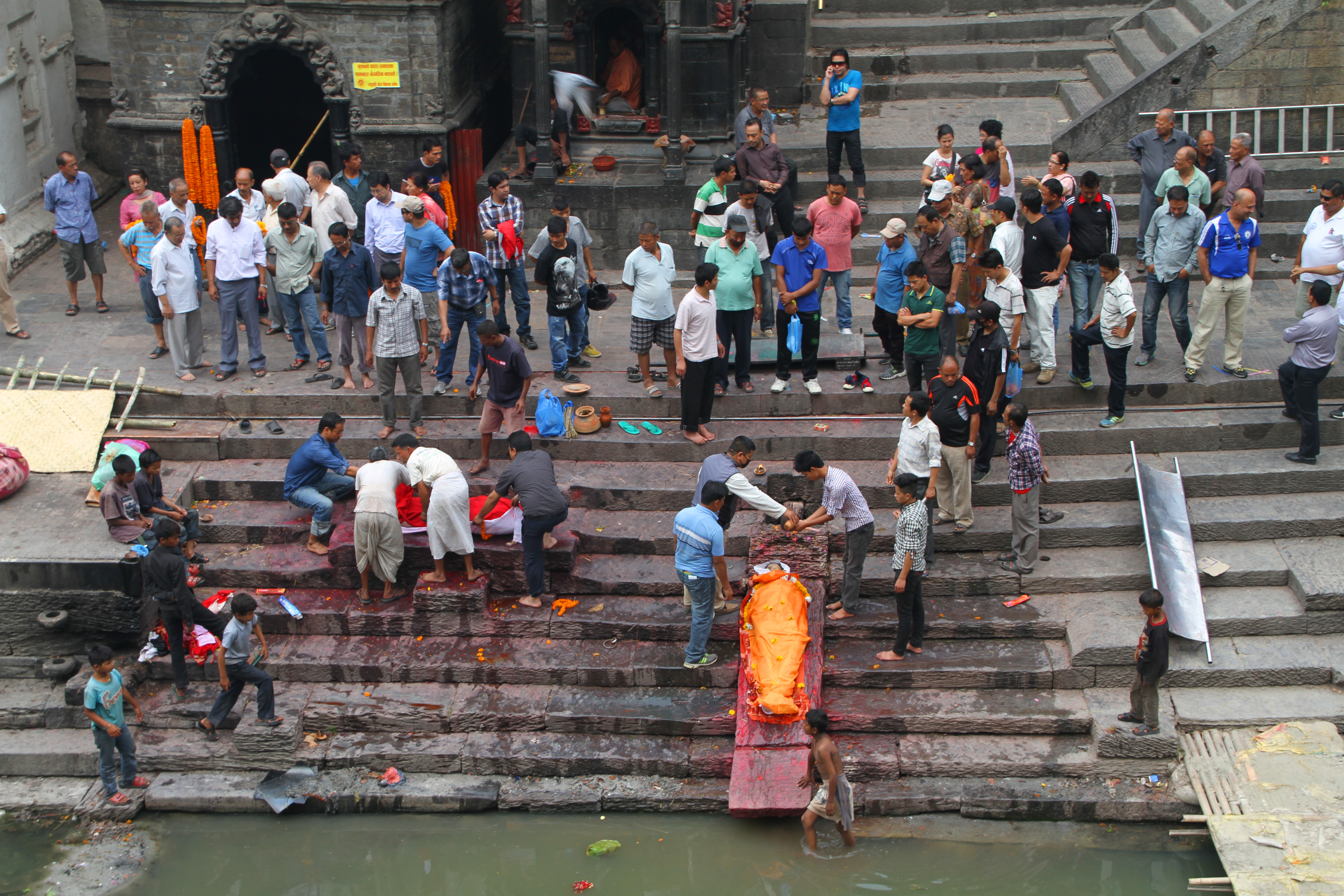
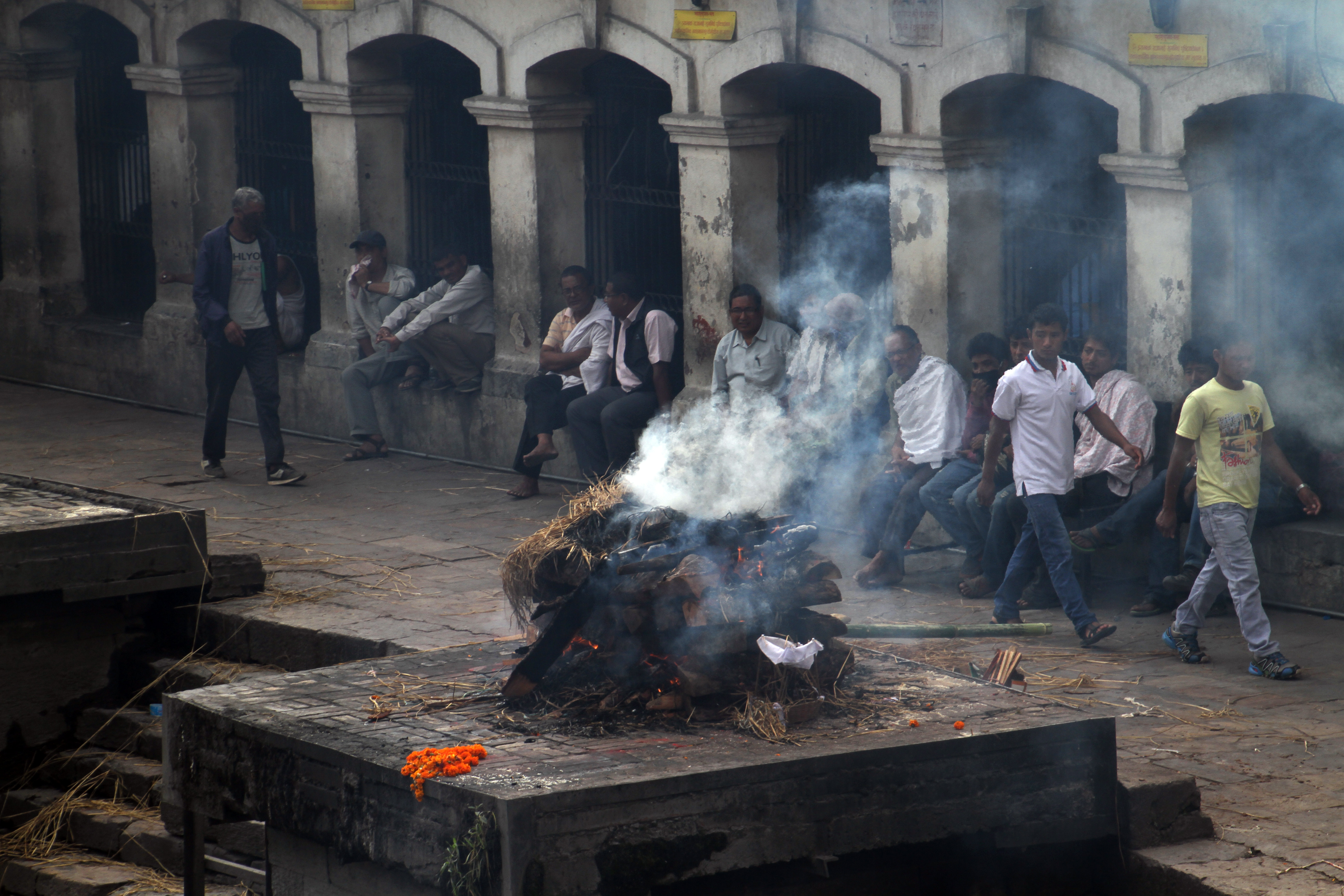
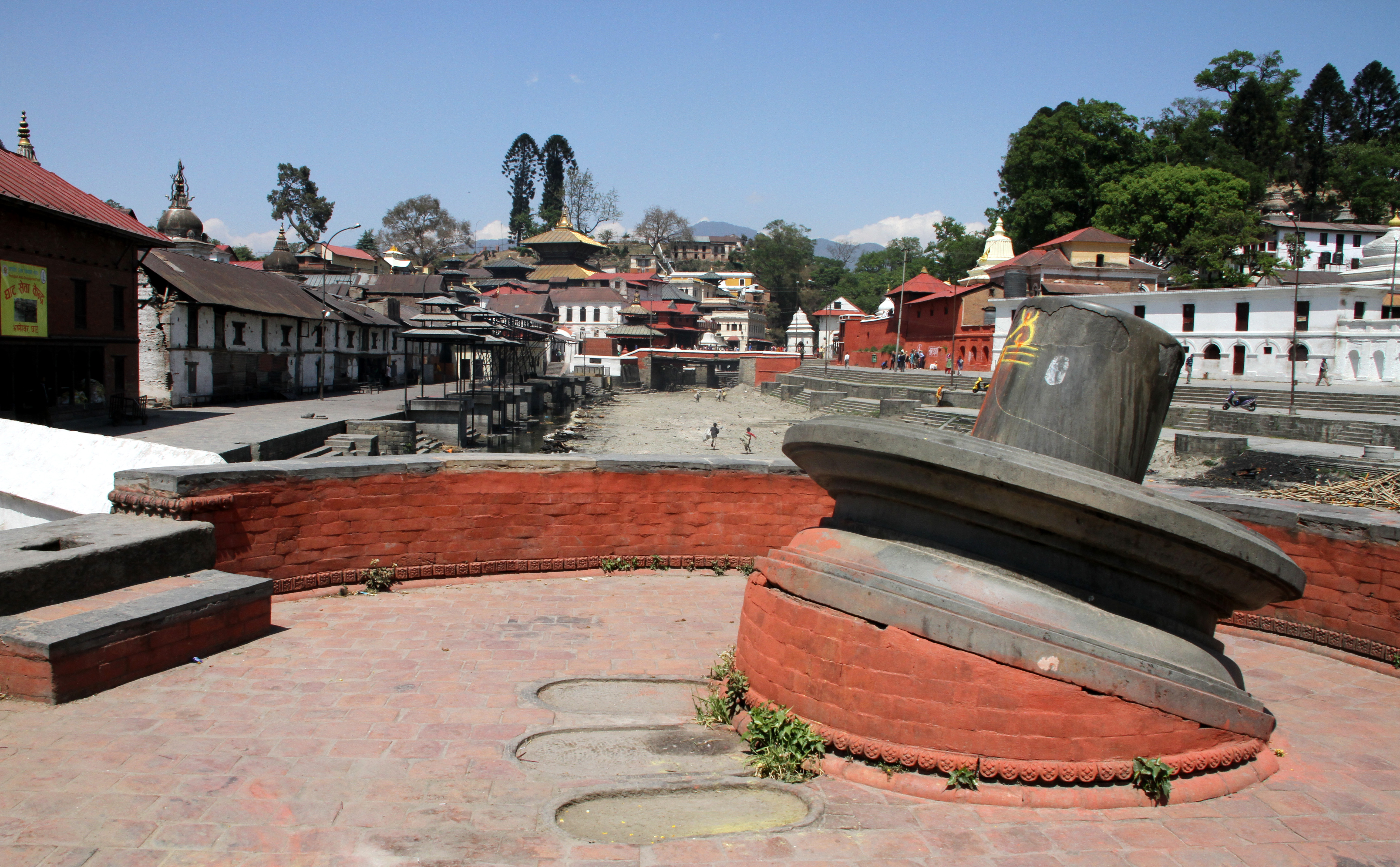